# 肚脐
肚脐、脐，俗称肚脐眼，中医称之为“神闕”，从本质上来说是胎儿出生后，脐带脱落后留下的疤痕。
肚脐位于髂前上棘水平的腹部正中线上，直径约为1.0至2.0公分。它通常可以是一个小凹陷或是一个小突出。肚脐下面的腹部肌肉形成一个凹陷。肚脐的细小通常带来一定的组织弱化（structural weakness）并使它易受脐疝气的影响。

## 文化
暴露肚脐曾经是西方社会以及中国的禁忌，因为肚脐的凹陷被认为有一种色情的视觉效应。与之相反的是，印度妇女的传统服饰莎丽则将肚脐暴露无遗。

## 图集

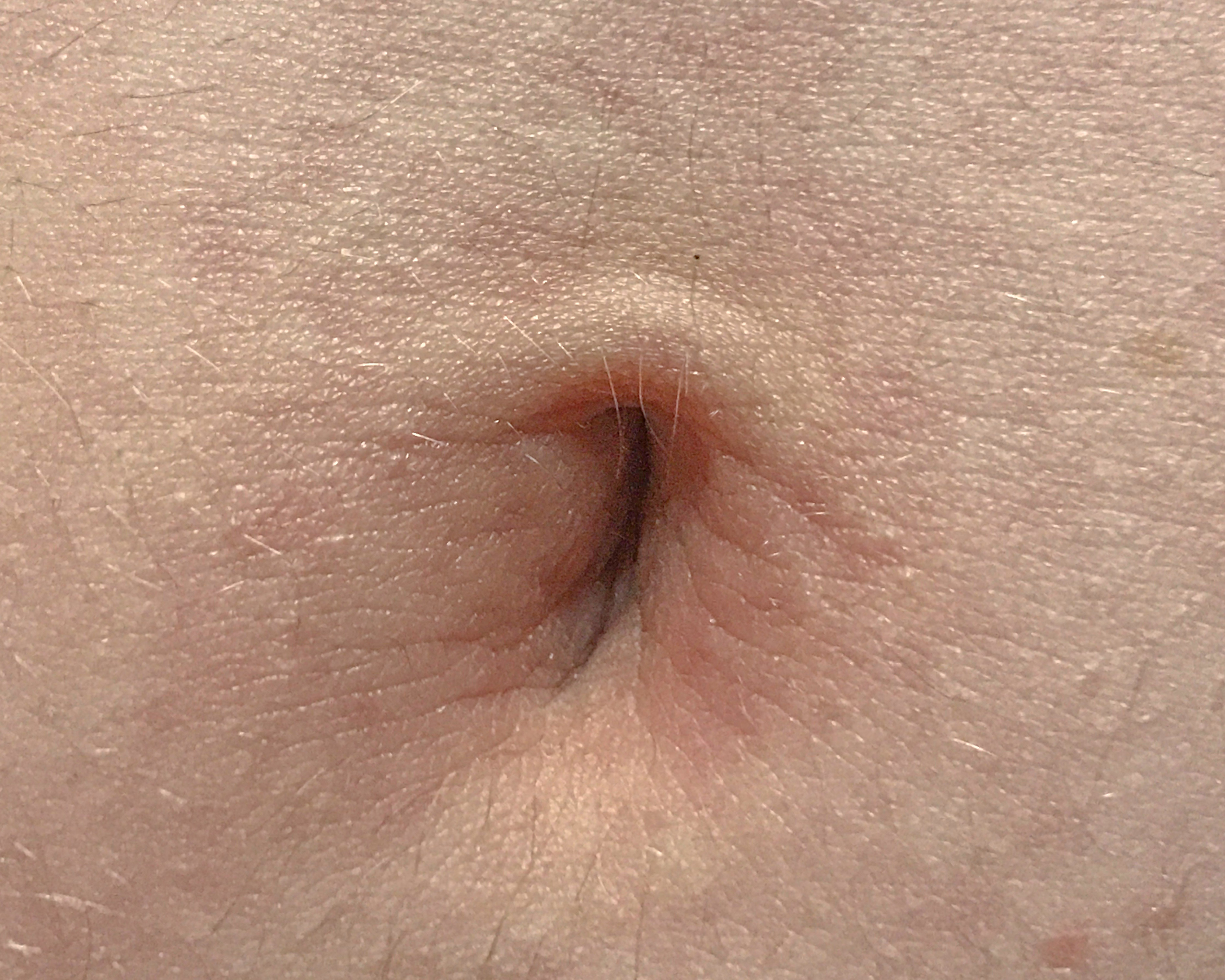
T形肚脐
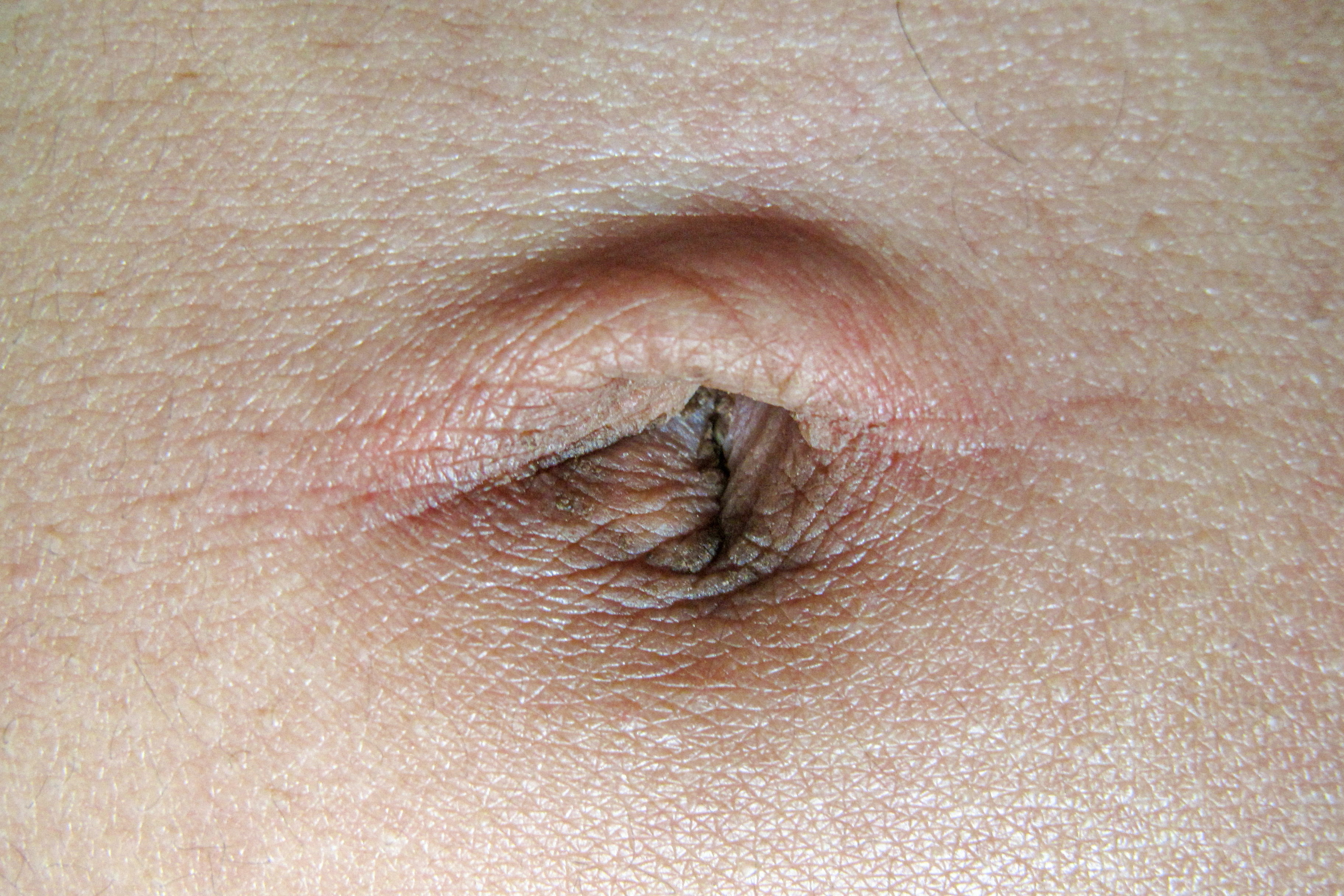
枣核形肚脐
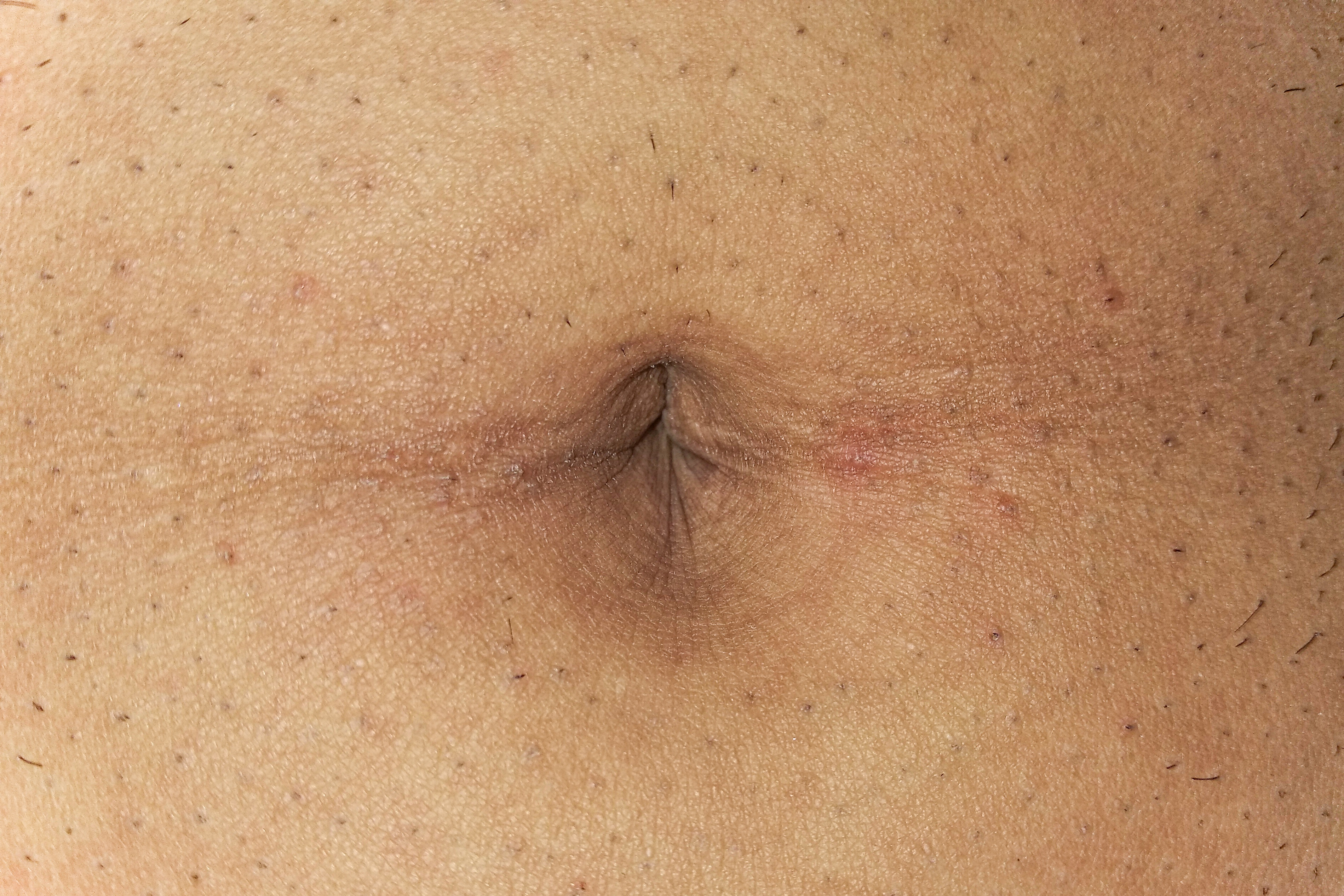
圆形肚脐